# انجمن ژنتیک ایران
انجمن ژنتیک ایران نام انجمن علمی در حوزهٔ ژنتیک و علوم آزمایشگاهی است. این انجمن از سال ۱۳۴۵ آغاز به کار کرده‌است.